# هينريتش روث
هينريتش روث (بالألمانية: Heinrich Roth)‏ هو مبشر ألماني، ولد في 18 ديسمبر 1620 في آوغسبورغ في ألمانيا، وتوفي في 20 يونيو 1668 في أغرة في الهند.